# 제니퍼 윙에트
제니퍼 윙에트(힌디어: जेनिफर विंगेट, 영어: Jennifer Winget, 1985년 5월 30일 ~ )는 인도의 배우이다.

## 같이 보기
- 인도 영화 배우 목록